# باتشکوف (ناحیه هاولیتشکوف برود)
باتشکوف (به چکی: Bačkov) یک منطقهٔ مسکونی در جمهوری چک است که در ناحیه هاولیتشکوف برود واقع شده‌است. باتشکوف ۳٫۱۲ کیلومتر مربع مساحت و ۱۳۰ نفر جمعیت دارد و ۵۰۰ متر بالاتر از سطح دریا واقع شده‌است.